# Farrah Moan

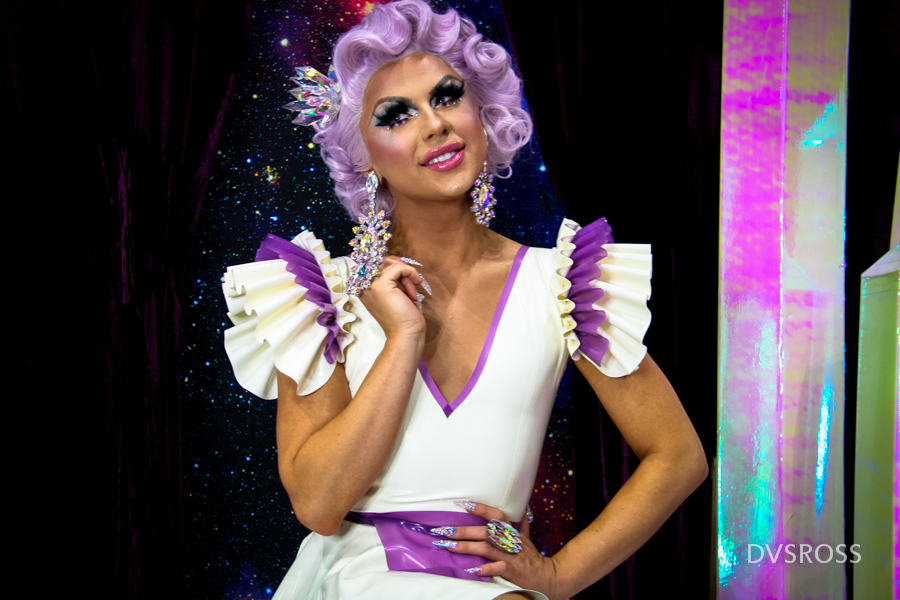
Farrah Moan (2018)

Farrah Moan (eigentlich Cameron Clayton; * 11. September 1993 in Houston, Texas) ist eine US-amerikanische Dragqueen und Internet-Persönlichkeit. 2017 nahm sie an der neunten Staffel von RuPaul's Drag Race teil, wo sie den achten Platz belegte, sowie 2018 an der vierten Staffel des AllStars-Spinoffs.

## Frühe Jahre
Clayton besuchte die Klein High School in Houston, Texas und wurde während der Zeit dort gemobbt. Er wohnte bei seiner alleinerziehenden, armen Mutter. Mit 18 Jahren lief er nach Austin davon, wo er mit einer befreundeten Stripperin lebte, die ihm half, seine Karriere als Drag Queen zu beginnen. Vor dem Start als Drag Queen war Clayton als Internet-Persönlichkeit auf der Social-Networking-Website Myspace unter dem Pseudonym "Cameron Ugh" bekannt.

## Karriere
Claytons Drag-Name Farrah Moan ist ein Wortspiel zu Pheromon und verweist auf den Vornamen von Schauspielerin und Sexsymbol Farrah Fawcett. Ihre größten Inspirationen sind RuPaul und Sängerin Christina Aguilera, die sie häufig in ihren Looks imitiert. Ihr erster großer Auftritt war bei "Austins Next Drag Superstar", wo sie den zweiten Platz erreichte. In Austin wurde sie von der Dragqueen Cynthia Lee Fontaine, eine Kandidatin der achten und neunten Staffel von RuPaul's Drag Race, unterstützt, die ihr half, an örtlichen Veranstaltungsorten gebucht zu werden. Vor der Teilnahme an RuPaul’s Drag Race zog sie nach Los Angeles, wo sie als Showgirl mit von Aguilera inspirierten Nummern auftritt.
Farrah Moan nahm 2017 an der neunten Staffel von RuPaul’s Drag Race teil, die am 24. März Premiere hatte, und schied am 12. Mai als Achtplatzierte aus. In der ersten Folge der zehnten Staffel tat RuPaul gegenüber den teilnehmenden Drag Queens, als kehre Farrah Moan in diese Staffel zurück, um als Gastjurorin Christina Aguilera zu enthüllen. Moan wurde von den Produzenten der Shows eingeladen, um Aguilera backstage zu treffen. Sie kehrte für die vierte Staffel des Spinoffs RuPaul’s Drag Race: All Stars zurück, die am 14. Dezember 2018 begann, und schied in der zweiten Folge am 21. Dezember als Neuntplatzierte aus. Wie alle bis dahin ausgeschiedenen Teilnehmerinnen erschien sie erneut in der sechsten Folge am 18. Januar 2019 für eine Chance, wieder in den Wettbewerb einzusteigen, die sie nicht gewann. In der elften regulären Staffel war sie in der ersten Folge am 28. Februar 2019 mit weiteren früheren Teilnehmerinnen als Gast zu sehen.
Moan war im Sommer 2018 mit Kollegin Shea Couleé aus der neunten Staffel Drag Race Werbe-Model für die Makeup-Linie von Manny MUA. Im September 2018 war sie mit anderen Drag Race-Teilnehmerinnen Backgroundtänzerin von Aguilera für die Frühlingskollektion 2109 der Marke Opening Ceremony bei der New York Fashion Week. Im März 2019 war Moan in der Szene Girls Night Part 3 des Schwulenpornostudios Men.com in einer Non-Sex-Rolle zu sehen. Im April und Mai 2019 ging Moan mit Chad Michaels, einer RuPaul’s Drag Race: All Stars-Gewinnerin und Cher-Imitatorin, auf eine Burlesque-Tour nach dem gleichnamigen Film, in dem die Hauptrollen Cher und Aguilera spielten, die die beiden Dragqueens bei dieser Tour verkörperten.

## Filmografie
- 2017: RuPaul’s Drag Race, Staffel 9, Kandidatin
- 2018: RuPaul’s Drag Race: All Stars, Staffel 4, Kandidatin
- 2019: RuPaul’s Drag Race, Staffel 11, Gast